# Luyang
För andra betydelser, se Luyang (olika betydelser).
Luyang är ett stadsdistrikt och säte för stadsfullmäktige i provinshuvudstaden Hefei i provinsen Anhui i östra Kina.

## Administrativ indelning
Luyang är indelat i elva stadsdelsdistrikt, en köping, en socken och en administrativ enhet på sockennivå.
Stadsdelsdistrikt (jiedao):

- Anqinglu (安庆路街道)
- Bozhoulu (亳州路街道)
- Guangming (光明街道)
- Haitang (海棠街道)
- Sanpailou (三牌楼街道)
- Shuanggang (双岗街道)
- Xianqiao (县桥街道)
- Xiaoyaojin (逍遥津街道)
- Xinghuacun (杏花村街道)
- Xinglin (杏林街道)
- Yimin (益民街道)

Köping (zhen):

- Dayang (大杨镇)

Socken (xiang):

- Sanshigang (三十岗乡)

Område på sockennivå:
- Luyang Gongyequ industrizon (庐阳工业区)